# Nader Shah
Nāder Shāh Afshār (hoặc Nadir Shah) (tháng 11 năm 1688 hoặc 6 tháng 8 năm 1698 – 19 tháng 6 năm 1747) làm vua Ba Tư trị vì từ năm 1736 tới 1747. Nader Shah chính là vị hoàng đế đã sáng lập ra nhà Afshar.
Shah Tahmasp II (1722 - 1731) vua Ba Tư trong triều đại của mình, được giúp đỡ rất nhiều bởi một vị thủ lĩnh bộ tộc Afshar là Nader Kuli. Năm 1732, Nader truất phế Tahmasp II và đưa đứa con nhỏ của ông này lên ngôi (Abbas III). Vào năm 1736, Nader lật đổ Abbas III rồi xưng làm shah (quốc vương), nhà Safavid trị vì Ba Tư trong 200 năm đã chấm dứt, Nader lập ra nhà Afsharid. Năm 1740, cựu vương nhà Safavid Tahmasp II lẫn Abbas III đều bị giết chết bởi Reza-qoli Mirza, con trai trưởng của Nader Shah.
Trong vòng 11 năm trị vì của mình, ông đã gây ra nhiều chiến dịch quân sự lớn và lấy thêm đất đai cho Ba Tư. Ông chinh phạt Afghanistan và Ấn Độ, chiếm Kabul, Lahore và Peshawar rồi cướp phá Delhi. Nader lúc bấy giờ kể như đang cai trị Ấn Độ ở mạn Bắc và Tây sông Indus. Cũng dưới triều ông, đế quốc Afsharid lên tới cực điểm rộng lớn (3.32 triệu km²). Nader Shah cũng được biết như một nhà cai trị tàn bạo. Sau các cuộc chiến, Nader Shah cướp được nhiều chiến lợi phẩm trong đó có "viên ngọc quý Koh-i-noor" hay "ngai vàng Peacok" kết bằng 20.000 viên ngọc chạm các loại.
Là một thiên tài chiến sự, quốc vương Nader Shah được mệnh danh là "Napoléon của Ba Tư" hay "Alexandros thứ nhì". Nader coi Thành Cát Tư Hãn và Timur, những nhà chinh phạt vĩ đại của châu Á là thần tượng. Ông cũng được mệnh danh là nhà chinh phạt vĩ đại cuối cùng của châu Á. Sự thành công quân sự của Nader là nhờ ông dùng một đội kỵ binh nhẹ dễ di chuyển. Mặc dù là một vị chỉ huy tài ba, Nader không phải một nhà chính trị. Ông không phát triển được đế chế của mình. Năm 1747, ông bị một người trong quân đội ông giết, sự kiện này đã đưa nhà Afsharid của ông tới chỗ sụp đổ. Đế quốc Ba Tư rơi vào tay Karim Khan - shah sáng lập nhà Zand vào năm 1760.